# Patrick Pailloux
Patrick Pailloux, né le 30 janvier 1966 à Senlis (Oise), est le directeur du cabinet civil et militaire du ministre des Armées depuis le 21 août 2023,.

## Biographie
Il passe son enfance dans le Mâconnais et obtient ainsi son baccalauréat au lycée Lamartine de Mâcon. Après une classe préparatoire, il intègre l'École polytechnique (promotion 1986), puis Télécom Paris, il est ingénieur général des mines. Il est aussi auditeur de la 39e session du Centre des hautes études de l'Armement. Il est d'abord responsable des travaux à la direction régionale Île-de-France de France Télécom de 1991 à 1995, puis devient chef de département dans le domaine des systèmes d'information et de télécommunications au sein du ministère de la Défense de 1995 à 2003.
En juin 2003, il est conseiller auprès du secrétaire général de la Défense nationale. Le 7 octobre 2005, il est nommé directeur de la direction centrale de la sécurité des systèmes d'information (DCSSI) puis il devient directeur général de l'Agence nationale de la sécurité des systèmes d'information (ANSSI) au lendemain de sa création, le 9 juillet 2009. Le 1er mars 2014, il est nommé directeur technique (DT) de la direction générale de la Sécurité extérieure (DGSE) en remplacement de Bernard Barbier.
Lorsqu'il était directeur général de l'ANSSI, il siégeait au conseil d'administration de l'Agence de l'Union européenne pour la cybersécurité (AESRI) en tant que représentant français.
Il est nommé conseiller d'État le 15 juillet 2022.

## Hommages et distinctions
- Chevalier de l'ordre national du Mérite en 2006[10]
- Chevalier de la Légion d'honneur en 2011[11]
- Officier de la Légion d'honneur en 2022[12]